# 動力火車
動力火車は、台湾の音楽ユニット。華研国際音楽所属。

## メンバー
- 尤秋興
- 顔志琳

## ディスコグラフィー
- 1997年『無情の情書』
- 1998年『Live Pub Recording』
- 1998年『明天的明天的明天』
- 1999年『末世紀狂搖滾』
- 1999年『背叛情歌』
- 1999年12月『再見我的愛人』
- 2000年6月『百萬全紀錄』
- 2001年2月『忠孝東路走九遍』
- 2002年1月『UPS不斷電』
- 2002年10月『MAN』
- 2003年『薔薇之戀電視原聲帶』
- 2004年4月『就是紅光輝全紀錄』
- 2009年『繼續轉動』